# Chen Jingwen
Chen Jingwen (née le 8 février 1990) est une athlète chinoise, spécialiste du 400 mètres.

## Biographie
Aux Championnats d'Asie 2011, Chen Jingwen termine initialement troisième sur 400 mètres en 52 s 89. Mais à la suite des disqualifications des deux premières — la Kazakhe Olga Tereshkova et l'Irakienne Gulustan Ieso — pour dopage, Chen Jingwen se voit finalement décerner le titre. 

## Palmarès
| Date | Compétition                  | Lieu      | Résultat | Épreuve   | Temps         |
| ---- | ---------------------------- | --------- | -------- | --------- | ------------- |
| 2009 | Jeux asiatiques en salle     | Hanoï     | 1re      | 400 m     | 53 s 58       |
| 2009 | Championnats d'Asie          | Canton    | 1re      | 4 × 400 m | 3 min 31 s 08 |
| 2009 | Jeux de l'Asie de l'Est      | Hong Kong | 1re      | 400 m     | 53 s 52       |
| 2009 | Jeux de l'Asie de l'Est      | Hong Kong | 1re      | 4 × 400 m | 3 min 37 s 72 |
| 2010 | Jeux asiatiques              | Canton    | 3e       | 4 × 400 m | 3 min 30 s 89 |
| 2011 | Championnats d'Asie          | Kobe      | 1re      | 400 m     | 52 s 89       |
| 2011 | Universiade                  | Shenzhen  | 3e       | 4 × 400 m | 3 min 34 s 09 |
| 2012 | Championnats d'Asie en salle | Hangzhou  | 2e       | 400 m     | 54 s 17       |
| 2012 | Championnats d'Asie en salle | Hangzhou  | 1re      | 4 × 400 m | 3 min 40 s 34 |
| 2013 | Jeux de l'Asie de l'Est      | Tianjin   | 1re      | 400 m     | 53 s 76       |
| 2013 | Jeux de l'Asie de l'Est      | Tianjin   | 1re      | 4 × 400 m | 3 min 35 s 65 |
| 2014 | Jeux asiatiques              | Incheon   | 3e       | 4 × 400 m | 3 min 32 s 02 |
| 2015 | Championnats d'Asie          | Wuhan     | 1re      | 4 x 400 m | 3 min 33 s 44 |

## Records
| Épreuve    | Épreuve      | Temps   | Lieu   | Date              |
| ---------- | ------------ | ------- | ------ | ----------------- |
| 400 mètres | En plein air | 52 s 18 | Foshan | 23 novembre 2006  |
| 400 mètres | En salle     | 53 s 58 | Hanoï  | 1er novembre 2009 |